# Dolina Miętusia

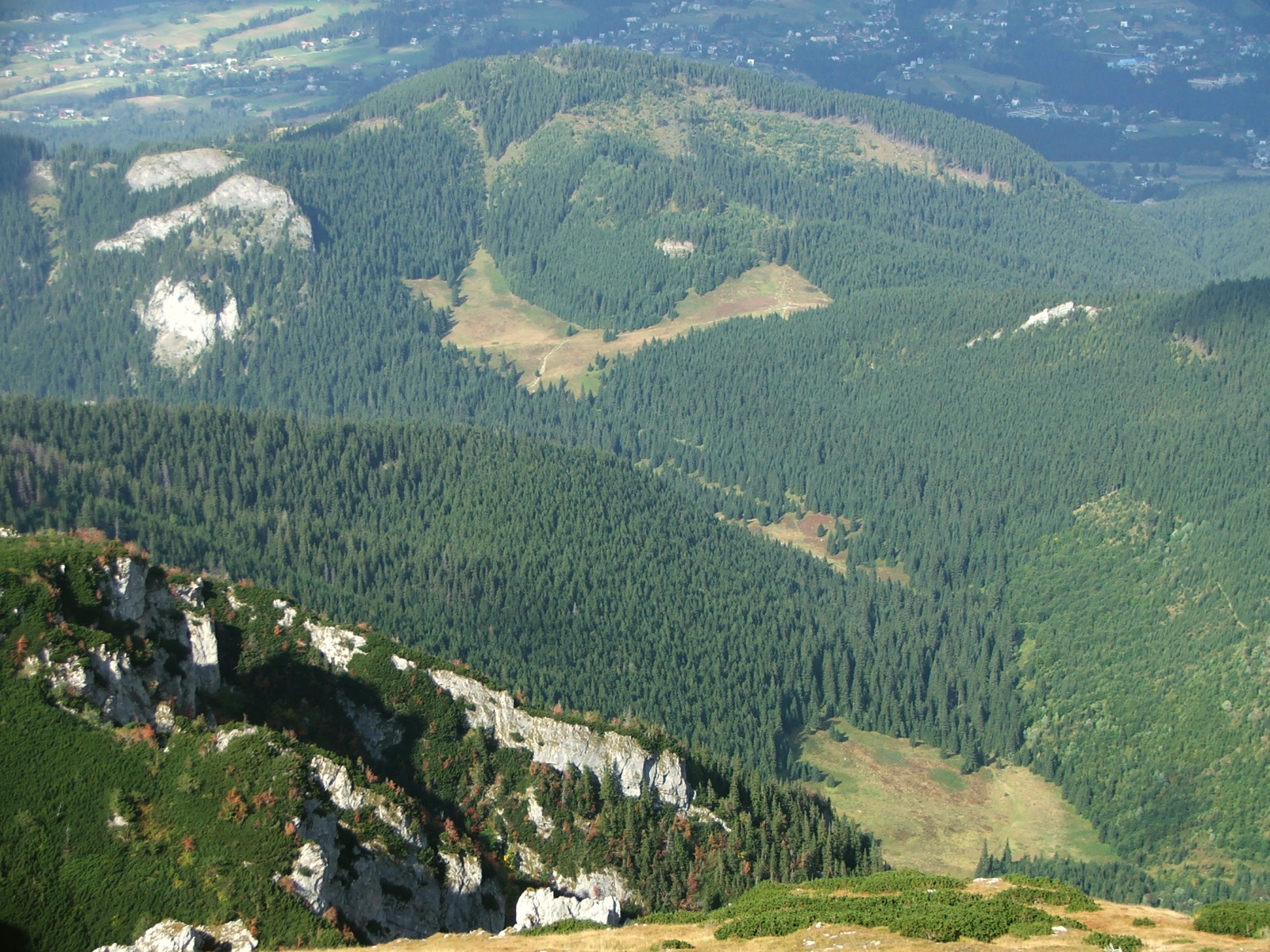
Blick vom Hauptkamm

Die eiszeitlich durch Gletscher geformte Dolina Miętusia ist ein Tal in der polnischen Westtatra in der Woiwodschaft Kleinpolen. Es befindet sich auf dem Gemeindegebiet von Kościelisko im Powiat Tatrzański.

## Geographie
Das Tal ist ein  Seitental des Haupttals Dolina Kościeliska und ist von bis zu 2096 Meter hohen Bergen umgeben, u. a. der Małołączniak. Die Felswände im Tal sind aus Kalkstein.
Das Tal fällt von Süden nach Norden von ungefähr 2096 Höhenmetern auf 947  Höhenmeter herab. Es wird vom Gebirgsfluss Miętusi Potok durchflossen. Die Gewässer des Tals fließen zu einem Teil unterirdisch. 
Das Tal hat zwei Seitentäler:
- Dolina Litworowa
- Dolina Mułowa

Im Tal gibt es zahlreiche Höhlen, unter anderem die Jaskinia Mała w Mułowej, Jaskinia Kozia, Ptasia Studnia, Jaskinia Miętusia und Studnia w Kazalnicy Miętusiej.

## Etymologie
Der Name lässt sich übersetzen als „Tal der Miętusy“. Der Name rührt von der Góralenfamilie Miętusy, denen König Sigismund III. Wasa das Tal Ende des 16. Jahrhunderts verpachtet hat.

## Flora und Fauna
Das Tal liegt oberhalb und unterhalb der Baumgrenze und wird im oberen Bereich von Bergkiefern und im unteren Bereich von Nadelwald bewachsen. Das Tal ist Rückzugsgebiet für zahlreiche Säugetiere und Vogelarten.

## Klima
Im Tal herrscht Hochgebirgsklima.

## Almwirtschaft
Vor der Errichtung des Tatra-Nationalparks im Jahr 1954 wurde das Tal für die Almwirtschaft genutzt. Danach wurden die Eigentümer der Almen enteignet bzw. zum Verkauf gezwungen. Die größte Alm im Tal war die Hala Miętusia. Im Tal befinden sich noch alte Almhütten.

## Tourismus
Durch das Tal führen zwei Wanderwege und Skipisten. 
- ▬ Ścieżka nad Reglami: Vom Tal ins Tal Dolina Małej Łąki
- ▬ Vom Tal auf den Małołączniak